# Kortebaanschaatsen

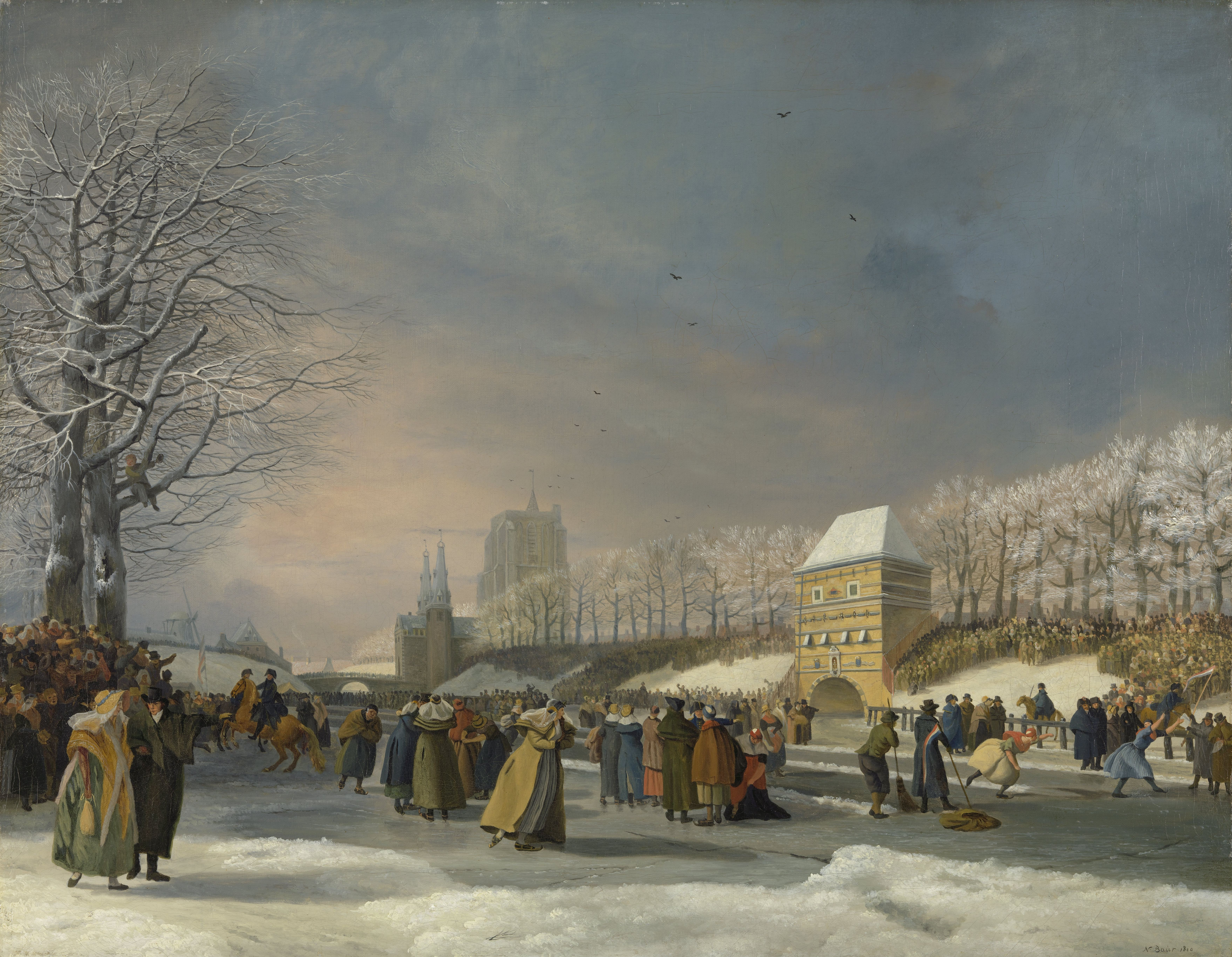
Kortebaanwedstrijd in Leeuwarden in 1809

Kortebaanwedstrijden zijn schaatswedstrijden die, bij gebrek aan kunstijsbanen van de vereiste lengte, verreden worden als er natuurijs ligt. De afstanden zijn 160 meter bij de heren en 140 meter bij de dames. Kortebaan is niet hetzelfde als shorttrack, hoewel deze term wel vertaald kán worden als kortebaan.

## Ontstaan
Rond 1800 werden er al, met name in Friesland en Groningen, kortebaanwedstrijden verreden. Kasteleins organiseerden deze wedstrijden vaak zodat hun cafés of herbergen vol met gasten kwamen te zitten en er weddenschappen afgesloten konden worden. Er waren vaak duizenden toeschouwers aanwezig. Toen in 1805 op de stadsgrachten van Leeuwarden de eerste wedstrijd met 130 vrouwelijke deelnemers werd verreden, ontstond er opschudding omdat men van mening was dat het niet vrouwelijk was om deel te nemen aan een schaatswedstrijd. Bovendien reden vrouwen, net als mannen in die tijd, in hun onderkleding over de baan. De gravure Luisterrijke Vrouwen Schaatsen Rijdpartij geeft een beeld van deze wedstrijd. In de beginperiode van het kortebaanschaatsen konden rijders vaak zilveren en gouden voorwerpen winnen. In 1803 was de prijs bij een kortebaanwedstrijd in Sneek bijvoorbeeld een zilveren tabaksdoos. Al snel werden deze voorwerpen vervangen door geldprijzen die halverwege de 19e eeuw 125 tot 150 gulden bedroegen. Zeer goede rijders konden in één winter een kapitaal bij elkaar schaatsen. In 1924 werd het eerste Nederlands Kampioenschap verreden en sinds 1947 staan de kortebaanwedstrijden onder de vleugels van de KNSB.
IJsverenigingen leveren 's winters vaak strijd om het organiseren van de eerste kortebaanwedstrijd op natuurijs. Een voorbeeld van een kortebaanklassieker is de Keizersrace in Amsterdam.

## Supersprint
Door de opkomst van gestandaardiseerde 400-meterbanen konden er op steeds minder plekken kortebaanwedstrijden worden verreden. Sinds 2004 waren er in Nederland zelfs helemaal geen kunstijsbanen meer waar kortebaanwedstrijden verreden konden worden, waardoor de sport volledig afhankelijk werd van natuurijs. De KNSB riep daarom in 1990 de Nederlandse kampioenschappen schaatsen supersprint in het leven: wedstrijden over 2 keer 100 en 2 keer 300 meter, waarbij de vier eindtijden worden opgeteld. Deze kunnen op elke normale ijsbaan verreden worden. Op internationaal niveau werd tussen 2002 en 2009 tijdens de World Cups een aparte wedstrijd over 100 meter verreden en sinds 2005 wordt weer er sporadisch een NK over 100 meter verreden. Hier wordt met drie rijders tegelijk naast elkaar gereden.

## Nederlands kampioenschap
Op 22 december 2007 stond voor het eerst in jaren weer een "authentiek" NK Kortebaan op het programma. De vers geopende outdoorijsbaan bij Biddinghuizen, FlevOnice, heeft die dag haar wedstrijd-debuut beleefd. In de totaal 5 km lange baan met KNSB-natuurijs-status is namelijk een brede rechte lijn opgenomen waar kortebaanwedstrijden over 160 m doorgang kunnen vinden.
Op 16 januari 2019 werd het laatste Nederlands kampioenschap gehouden. Thijmen Polman won toen de Nederlandse titel en Moniek Klijnstra bij de vrouwen.

## Soorten kortebaanwedstrijden
Er zijn 3 soorten wedstrijden:
- Afvalsysteem: Twee rijders rijden tegen elkaar, waarna de winnaar van twee ritten doorgaat naar de volgende ronde. Is er na twee ritten een gelijke stand, dan wordt een beslissende derde rit verreden.
- Tijdwedstrijd: Een vastgesteld aantal rijders gaat door naar de volgende ronde. Men gaat zo door totdat er nog vier rijders over zijn. Zij rijden een halve competitie, waarbij de winnaar van alle drie ritten óf degene met de snelste tijd de wedstrijd wint.
- Combinatie van de twee vorige wedstrijden, waarbij alle rijders een tijd neerzetten, waarna een vastgesteld aantal rijders de wedstrijd vervolgt volgens het afvalsysteem.